# Deutsche Mannschaftsmeisterschaften Schwimmen (Männer) 2018
Der Ligenwettbewerb Deutsche Mannschaftsmeisterschaften Schwimmen, kurz DMS, der Männer wurde 2018 im Januar und Februar ausgetragen. Der SV Würzburg 05 verteidigte seinen Titel aus dem Vorjahr und errang damit seine dritte Meisterschaft in Folge.

## 1. Bundesliga
Der SV Würzburg 05 verteidigte im Essener Sportbad am Thurmfeld seinen Titel aus dem Vorjahr erfolgreich und feierte die dritte Meisterschaft in Folge. In die untergeordnete 2. Bundesliga stiegen zur Folgesaison die SSG Saar Max Ritter sowie die SG EWR Rheinhessen-Mainz ab, im Gegenzug stiegen in die 1. Bundesliga die Neckarsulmer Sport-Union und die SG Bayer auf.
Für die punktbeste Einzelleistung der Meisterschaft sorgte Sören Meißner aus Würzburg mit 894 Punkten über 1.500 m Freistil.

### Modus
Im Wettkampf der 1. Bundesliga, an der 12 Mannschaften teilnahmen, wurde auf einer 25-m-Bahn an zwei aufeinanderfolgenden Tagen in drei Abschnitten jeweils das komplette olympische Programm geschwommen. Deutscher Mannschaftsmeister wurde die Mannschaft mit der höchsten Gesamtpunktzahl (berechnet anhand der FINA-Punktetabelle). Die zwei letztplatzierten Mannschaften der 1. Bundesliga (Plätze 11 und 12) stiegen in die 2. Bundesliga ab. Ein Schwimmer durfte nur in fünf Wettkämpfen starten, wobei eine Schwimmstrecke nur im Falle eines Nachschwimmens wiederholt werden durfte. Der Start im Nachschwimmen wurde auf die Anzahl der Starts des Schwimmers angerechnet.

### Zeitplan
| Zeitplan                 | Zeitplan  | Zeitplan     |
| ------------------------ | --------- | ------------ |
| Samstag: 3. Februar 2018 | 10.00 Uhr | 1. Abschnitt |
| Samstag: 3. Februar 2018 | 15.00 Uhr | 2. Abschnitt |
| Sonntag: 4. Februar 2018 | 10.00 Uhr | 3. Abschnitt |

### Abschlusstabelle
| Platz | Mannschaft                               | Gesamt Punkte | 1. Abschnitt Punkte | 2. Abschnitt Punkte | 3. Abschnitt Punkte |
| ----- | ---------------------------------------- | ------------- | ------------------- | ------------------- | ------------------- |
| 01.   | SV Würzburg 05 (M)                       | 28.913        | 9.699               | 9.628               | 9.586               |
| 02.   | Potsdamer SV                             | 28.652        | 9.518               | 9.674               | 9.460               |
| 03.   | SG Essen                                 | 27.825        | 9.313               | 9.134               | 9.378               |
| 04.   | SG Frankfurt                             | 27.101        | 9.101               | 8.910               | 9.090               |
| 05.   | DSW 1912 Darmstadt (N)                   | 26.534        | 8.713               | 8.615               | 9.206               |
| 06.   | SG Neukölln Berlin                       | 26.115        | 8.821               | 8.610               | 8.684               |
| 07.   | SG Stadtwerke München                    | 26.049        | 8.718               | 8.590               | 8.741               |
| 08.   | SV Halle                                 | 25.649        | 8.693               | 8.509               | 8.447               |
| 09.   | Wassersportfreunde von 1898 Hannover (N) | 25.586        | 8.548               | 8.422               | 8.616               |
| 10.   | SC Magdeburg                             | 25.284        | 8.470               | 8.405               | 8.409               |
| 11.   | SSG Saar Max Ritter                      | 25.241        | 8.560               | 8.208               | 8.473               |
| 12.   | SG EWR Rheinhessen-Mainz                 | 25.097        | 8.260               | 8.462               | 8.375               |

 Deutscher Mannschaftsmeister
  Absteiger in die 2. Bundesliga 2019
 (M) Deutscher Mannschaftsmeister 2017
 (N) Aufsteiger aus der 2. Bundesliga 2017

### Die Meistermannschaft
| 1.                      | SV Würzburg 05 |
| Logo vom SV Würzburg 05 | Mark Meszaros, Klemens Degenhardt, David Foldhazi, Gabor Balog, Sören Meißner, Łukasz Wójt, Maxim Lobanovszkij, Mark Tekauer, Lucas Willinsky, Ruwen Straub, Krisztian Takacs, Tim Dreher, Lars Grundheber - Trainer: Stefan Lurz |

## 2. Bundesliga
Die zwei punktbesten Mannschaften aus der 2. Bundesliga und damit Aufsteiger in die 1. Bundesliga, kamen mit der SG Bayer aus der Staffel West und mit der Neckarsulmer Sport-Union aus der Staffel Süd.

### Modus
Der Wettkampf der 2. Bundesliga war ausgelegt für je 12 Mannschaften in den Ligen Nord, West und Süd. Auf einer 25-m-Bahn wurde in zwei Abschnitten an einem Tag jeweils das komplette olympische Programm geschwommen. Die beiden punktbesten Mannschaften (berechnet anhand der FINA-Punktetabelle) der 2. Bundesligen (übergreifende Wertung) stiegen in die 1. Bundesliga auf. Die beiden letztplatzierten Mannschaften jeder Staffel (Plätze 11 und 12) stiegen in die höchste Landesverbandsliga ab. Stiegen aus der 1. Bundesliga mehr Mannschaften in eine Staffel der 2. Bundesliga ab, als aus dieser in die 1. Bundesliga aufstiegen, mussten so viele Mannschaften aus der betroffenen Staffel absteigen, dass jeder Staffel wieder 12 Mannschaften angehörten. Ein Schwimmer durfte nur in vier Wettkämpfen starten, wobei eine Schwimmstrecke nur im Falle eines Nachschwimmens wiederholt werden durfte. Der Start im Nachschwimmen wurde auf die Anzahl der Starts des Schwimmers angerechnet.

### Staffel Nord
Der Wettkampf fand am 3. Februar 2018 in Hamburg-Dulsberg in der dortigen Schwimmhalle des Landesleistungszentrum statt.
Für die punktbeste Einzelleistung der 2. Bundesliga Nord sorgte Jacob Heidtmann aus Elmshorn mit 812 Punkten über 200 m Freistil.
Abschlusstabelle 
| Platz | Mannschaft                              | Gesamt Punkte | 1. Abschnitt Punkte | 2. Abschnitt Punkte |
| ----- | --------------------------------------- | ------------- | ------------------- | ------------------- |
| 01.   | Wasserfreunde Spandau 04                | 16.675        | 8.324               | 8.351               |
| 02.   | Berliner TSC                            | 15.872        | 8.085               | 7.787               |
| 03.   | TSG Huchting/Blumenthal Bremen (N)      | 15.134        | 7.673               | 7.461               |
| 04.   | Swim-Team Stadtwerke Elmshorn           | 15.049        | 7.290               | 7.759               |
| 05.   | Hamburger Schwimm-Club von 1879         | 14.798        | 7.418               | 7.380               |
| 06.   | SG HT16 Hamburg                         | 14.665        | 7.482               | 7.183               |
| 07.   | SGS Hannover                            | 14.468        | 7.275               | 7.193               |
| 08.   | TWG 1861 Göttingen (N)                  | 14.204        | 7.329               | 6.875               |
| 09.   | SG Region Oldenburg                     | 13.948        | 7.124               | 6.824               |
| 10.   | Wassersportfreunde von 1898 Hannover II | 13.899        | 6.713               | 7.186               |
| 11.   | SG Osnabrück                            | 13.719        | 6.787               | 6.932               |
| 12.   | SSG Braunschweig (N)                    | 13.473        | 6.821               | 6.652               |

 Absteiger in die Landesverbandsebene (N) Aufsteiger aus der Landesverbandsebene

### Staffel West
Der Wettkampf fand am 3. Februar 2018 im Zentralbad von Gelsenkirchen statt.
Für die punktbeste Einzelleistung der 2. Bundesliga West sorgte Christian vom Lehn von der SG Bayer mit 886 Punkten über 100 m Brust.
Abschlusstabelle 
| Platz | Mannschaft                     | Gesamt Punkte | 1. Abschnitt Punkte | 2. Abschnitt Punkte |
| ----- | ------------------------------ | ------------- | ------------------- | ------------------- |
| 01.   | SG Bayer                       | 17.679        | 8.864               | 8.815               |
| 02.   | SG Dortmund (A)                | 16.808        | 8.397               | 8.411               |
| 03.   | SG Gladbeck/Recklinghausen (N) | 16.286        | 8.032               | 8.254               |
| 04.   | SG Ruhr                        | 15.674        | 7.835               | 7.839               |
| 05.   | TPSK 1925                      | 15.496        | 7.826               | 7.670               |
| 06.   | SG Neuss                       | 14.926        | 7.450               | 7.476               |
| 07.   | SG Lünen                       | 14.605        | 7.308               | 7.297               |
| 08.   | SG Essen II                    | 14.587        | 7.327               | 7.260               |
| 09.   | Duisburger ST                  | 13.648        | 6.931               | 6.717               |
| 10.   | SG Schwimmen Münster (N)       | 13.235        | 6.646               | 6.589               |
| 11.   | SG Bergheim                    | 12.358        | 6.134               | 6.224               |
| 12.   | SG Gelsenkirchen               | 11.315        | 5.833               | 5.482               |

 Aufsteiger in die 1. Bundesliga 2019
  Absteiger in die Landesverbandsebene
 (A) Absteiger aus der 1. Bundesliga 2017
 (N) Aufsteiger aus der Landesverbandsebene

### Staffel Süd
Der Wettkampf fand am 3. Februar 2018 im Hallenbad Kleinfeldchen von Wiesbaden statt.
Für die punktbeste Einzelleistung der 2. Bundesliga Süd sorgte Philip Heintz aus Heidelberg mit 844 Punkten über 200 m Lagen.
Abschlusstabelle 
| Platz | Mannschaft                   | Gesamt Punkte | 1. Abschnitt Punkte | 2. Abschnitt Punkte |
| ----- | ---------------------------- | ------------- | ------------------- | ------------------- |
| 01.   | Neckarsulmer Sport-Union (N) | 17.999        | 9.314               | 8.685               |
| 02.   | SC Wiesbaden 1911            | 17.538        | 8.581               | 8.957               |
| 03.   | SV Würzburg 05 II            | 16.701        | 8.341               | 8.360               |
| 04.   | SV Nikar Heidelberg (A)      | 16.551        | 8.254               | 8.297               |
| 05.   | SG Mittelfranken             | 16.243        | 8.034               | 8.209               |
| 06.   | SG Regio Freiburg            | 15.952        | 8.001               | 7.951               |
| 07.   | SV Schwäbisch Gmünd          | 15.928        | 8.073               | 7.855               |
| 08.   | SSG Reutlingen/Tübingen      | 15.497        | 7.874               | 7.623               |
| 09.   | SG Bamberg                   | 15.452        | 7.646               | 7.806               |
| 10.   | EOSC Offenbach               | 15.364        | 7.783               | 7.581               |
| 11.   | SV Gelnhausen (N)            | 15.244        | 7.597               | 7.647               |
| 12.   | TSV Hohenbrunn-Riemerling    | 15.056        | 7.602               | 7.454               |

 Aufsteiger in die 1. Bundesliga 2019
  Absteiger in die Landesverbandsebene
 (A) Absteiger aus der 1. Bundesliga 2017
 (N) Aufsteiger aus der Landesverbandsebene

## Landesverbandsebene
Vom 28. Januar bis 25. Februar 2018 wurden die Wettkämpfe auf Landesebene durchgeführt, wo die Aufsteiger in die 2. Bundesliga ermittelt wurden.

### Modus
Die Wettkämpfe auf Landesebene wurden auf einer 25-m-Bahn an einem Tag durchgeführt. Dabei wurde in zwei Abschnitten jeweils das komplette olympische Programm geschwommen. Die beiden punktbesten Mannschaften (berechnet anhand der FINA-Punktetabelle) jeder Region (Nord, West und Süd) stiegen in die 2. Bundesliga auf. Stiegen mehr Mannschaften aus einer Staffel der 2. Bundesliga in die 1. Bundesliga auf, als in diese abstiegen, stiegen so viele nächstplatzierte Mannschaften aus der zugehörigen Landesverbandsregion in die 2. Bundesliga auf, dass dieser Staffel wieder 12 Mannschaften angehörten. Ein Schwimmer durfte nur in vier Wettkämpfen starten, wobei eine Schwimmstrecke nur im Falle eines Nachschwimmens wiederholt werden durfte. Der Start im Nachschwimmen wurde auf die Anzahl der Starts des Schwimmers angerechnet.

### Aufsteiger
| Mannschaft                      | Punkte | Landesverband                           |
| ------------------------------- | ------ | --------------------------------------- |
| Staffel Nord                    |        |                                         |
| SC Delphin Lübeck               | 14.473 | Schleswig-Holsteinischer Schwimmverband |
| SV Neptun Kiel                  | 14.337 | Schleswig-Holsteinischer Schwimmverband |
| Staffel West                    |        |                                         |
| SG Oberhausen                   | 15.466 | Schwimmverband Nordrhein-Westfalen      |
| Aachener Schwimmverein 06       | 14.897 | Schwimmverband Nordrhein-Westfalen      |
| Wasserfreunde Bielefeld         | 14.713 | Schwimmverband Nordrhein-Westfalen      |
| Staffel Süd                     |        |                                         |
| VfL Sindelfingen                | 15.886 | Schwimmverband Württemberg              |
| 1. Dresdner Schwimmgemeinschaft | 15.220 | Sächsischer Schwimm-Verband             |